# L'Engrenage (film, 1919)
Pour les articles homonymes, voir Engrenage (homonymie).
L'Engrenage est un film muet français réalisé par Louis Feuillade et sorti en 1919.

## Fiche technique
- Réalisation : Louis Feuillade
- Scénario : Louis Feuillade
- Chef-opérateur et montage : Maurice Champreux
- Décors : Robert-Jules Garnier
- Société de production : Société des Établissements L. Gaumont
- Format : Muet - Noir et blanc - 1,33:1 - 35 mm
- Pays de production : France
- Genre : Film dramatique
- Date de sortie : 
  - France : 10 octobre 1919

## Distribution
- René Cresté : L'officier de marine
- Geneviève Félix
- Fernand Herrmann : M. de Calvières
- Louis Leubas
- Sylvia Lux : Mme de Calvières
- Édouard Mathé : Roger
- Gaston Michel : Bossard
- Edmond Bréon